# عروسی فیگارو (نمایش‌نامه)
ازدواج فیگارو (فرانسوی: La Folle Journée, ou Le Mariage de Figaro‎) کمدی است در پنج پرده که توسط پیر بومارشه در سال ۱۷۷۸ میلادی نگاشته است این نمایش‌نامه دومین کتاب در تریلوژی فیگارو محسوب می‌شود
- تریلوژی فیگارو
  - آرایشگاه شهر سویل
  - ازدواج فیگارو
  - مادر گناهکار